# Kaple svaté Markéty (Prachatice)
Kaple svaté Markéty byla postavena v blízkosti areálu Lázní svaté Markéty na Zlaté stezce na počátku křížové cesty ke kapli svatého Filipa z Neri. Byla postavena kolem roku 1880 v novogotickém slohu k ochraně vodního pramene. Zděná stavba ze smíšeného zdiva na čtvercovém půdorysu s mírně zúženým čtvercovým presbytářem je orientovaná k jihozápadu. Poslední rekonstrukce proběhla v roce 2016 a o rok později byl osazen presbytář dřevěným oltářem se sochou svaté Markéty.
Kaple svaté Markéty získala Cenu za nejlepší projekt a realizaci obnovy Památka roku 2018 v 1. kategorii – tzv. malé (rekonstrukce do 2 mil. Kč bez DPH).  

## Galerie

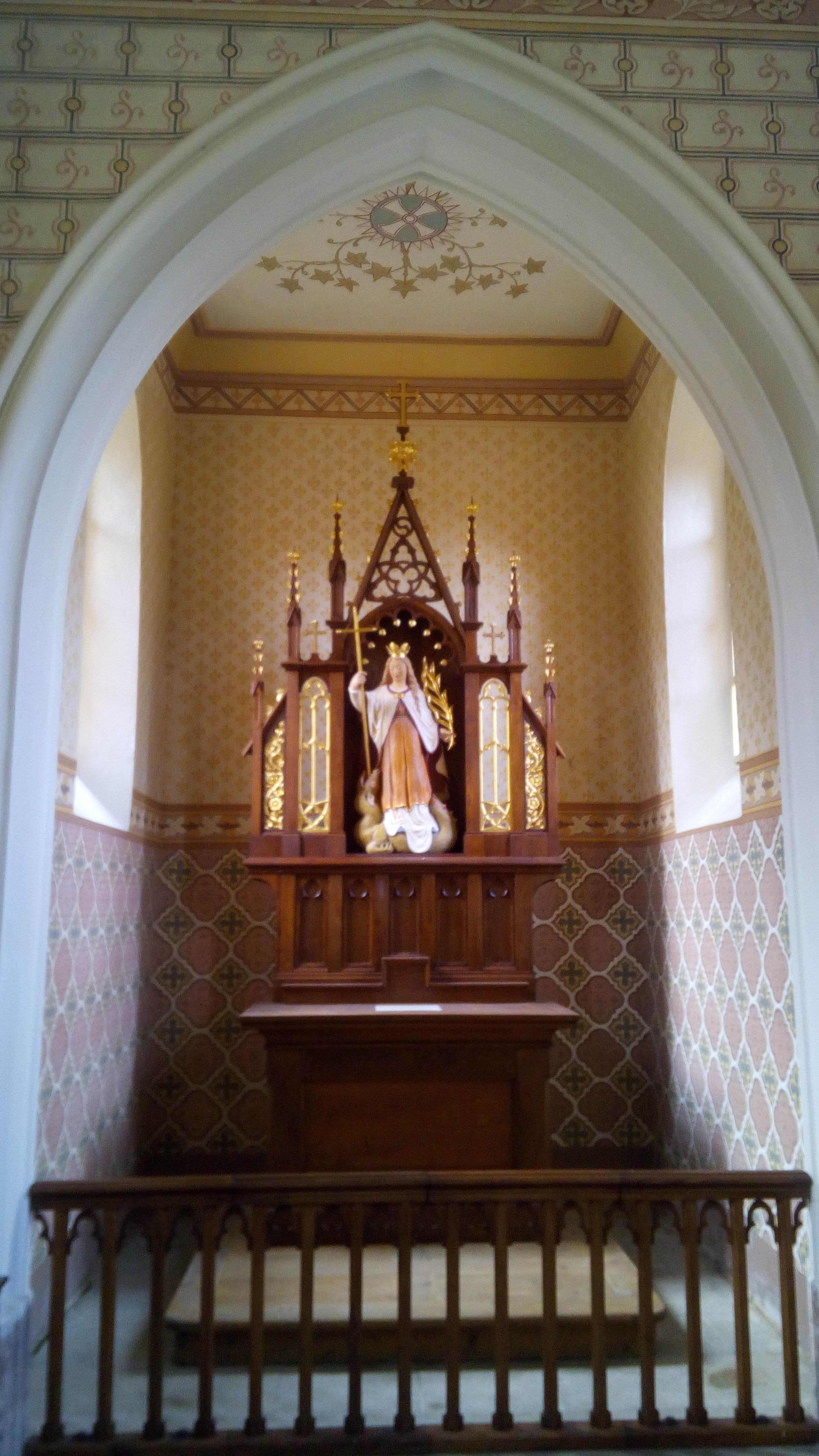
Kaple svaté Markéty (oltář se sochou světice), Prachatice
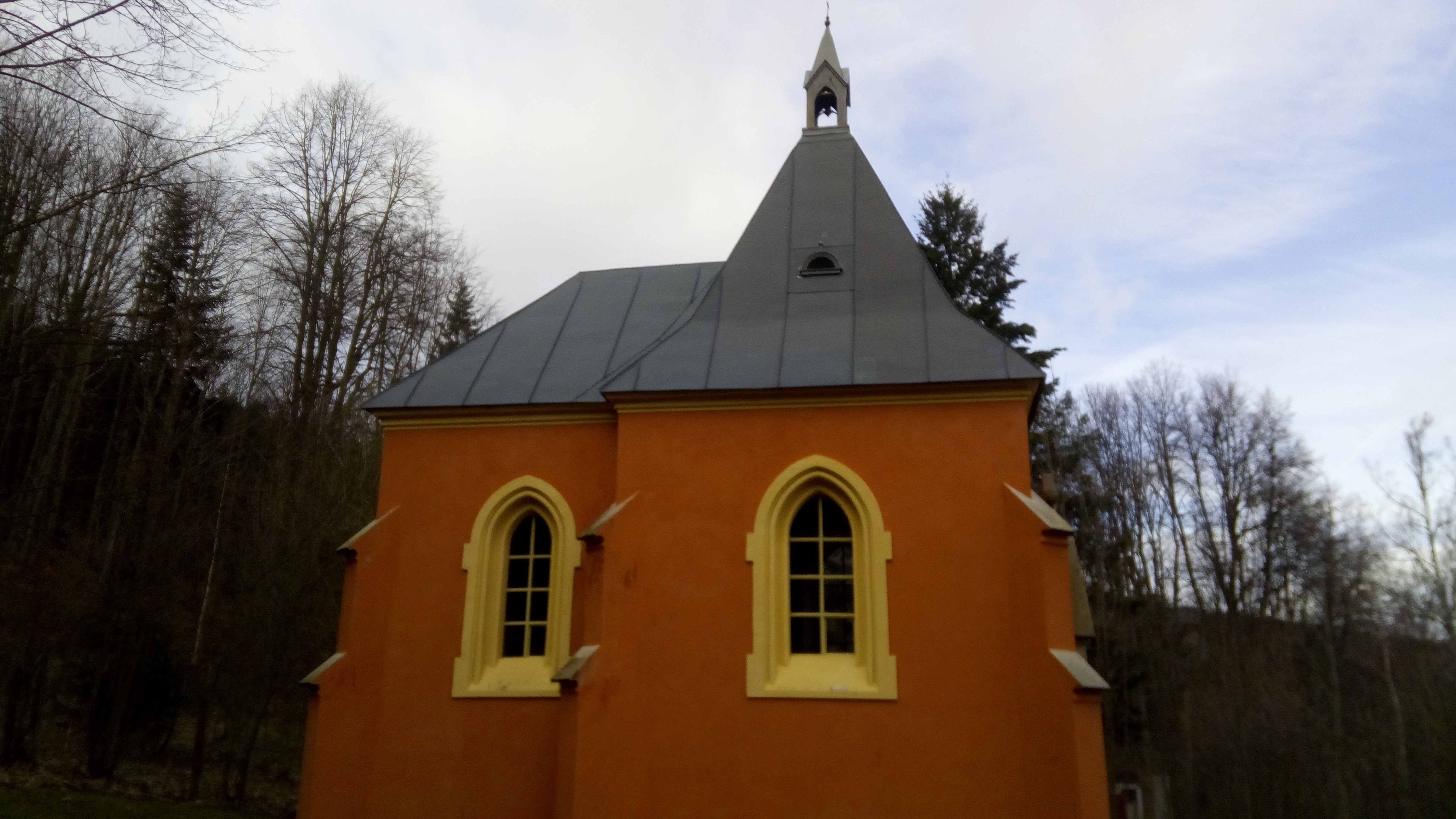
Kaple svaté Markéty po celkové rekonstrukci v roce 2018, Prachatice
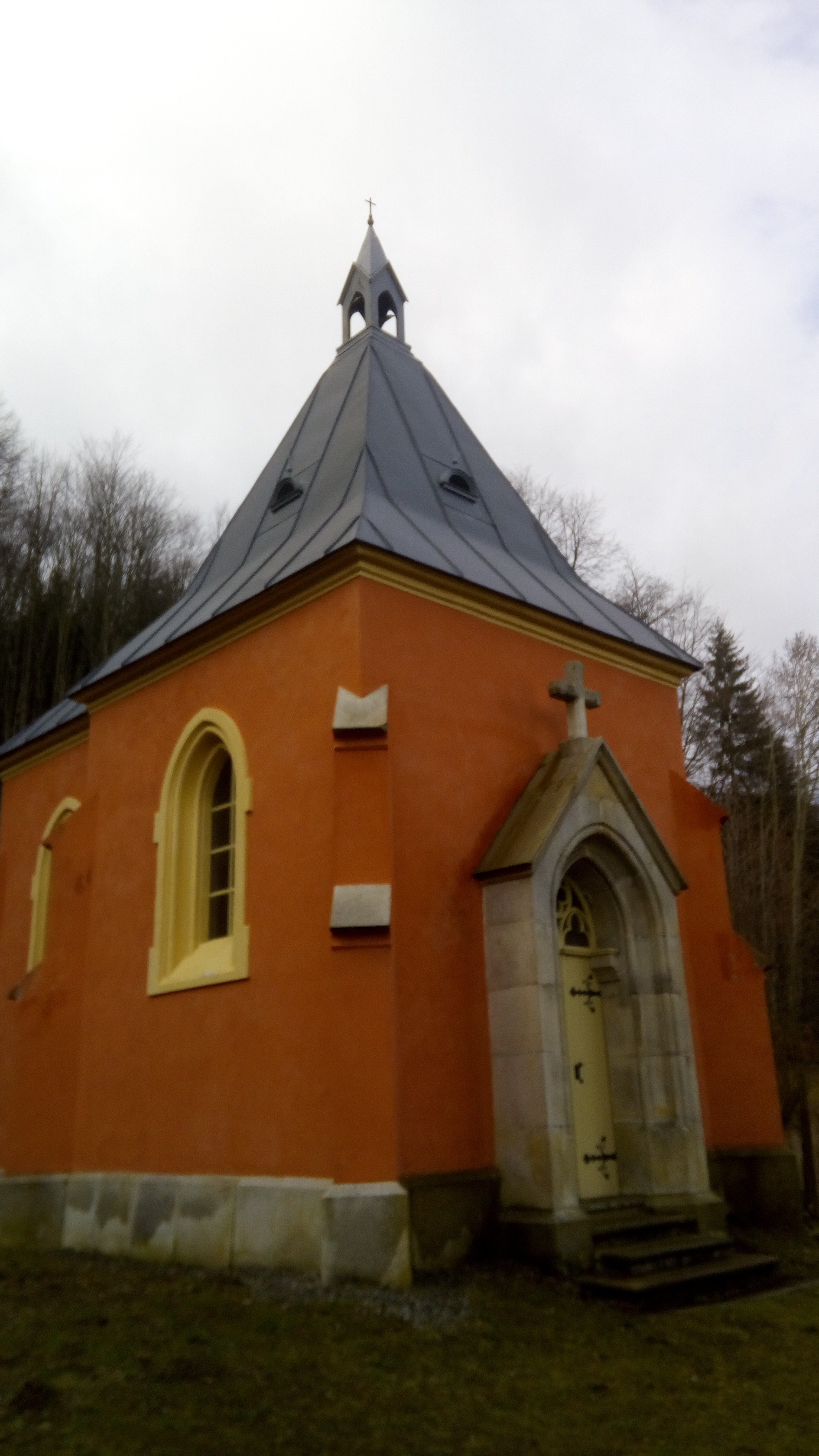
Kaple svaté Markéty (vstupní portál), Prachatice